# ريكاردو ديلون
ريكاردو ديلون (بالإسبانية: Ricardo Dillon) هو لاعب كرة قدم ومدرب كرة قدم أرجنتيني، ولد في 2000 في الأرجنتين. لعب مع أتليتيكو توكومان.